# Scaphidium boutelouae
Scaphidium boutelouae är en svampart som beskrevs av Clem. 1901. Scaphidium boutelouae ingår i släktet Scaphidium, divisionen sporsäcksvampar och riket svampar.   Inga underarter finns listade i Catalogue of Life.